# King's Cup 2009
Navigation
Édition précédente Édition suivante
La  39e édition de la King's Cup se tient du 21 au 23 janvier 2009 au stade Surakul à Phuket en Thaïlande. La King's Cup est un tournoi annuel qui se dispute depuis 1968. 

## Matchs

### Demi-finales
| 21 janvier 2009 | Danemark League XI | 1 – 0 | Corée du Nord | Stade Surakul, Phuket                       |                                             |
| 16:15 UTC+7     | Rieks 22e          |       |               | Spectateurs : 3 500 Arbitrage : Sura Sriart | Spectateurs : 3 500 Arbitrage : Sura Sriart |

| 21 janvier 2009 | Thaïlande               | 2 – 1 | Liban      | Stade Surakul, Phuket         |                               |
| 19:00 UTC+7     | Dangda 11e · Nutnum 22e |       | El Ali 51e | Arbitrage : Prayoon Veerapool | Arbitrage : Prayoon Veerapool |

### Match pour la troisième place
| 23 janvier 2009 | Corée du Nord | 0 – 1 | Liban    | Stade Surakul, Phuket |  |
| 16:15 UTC+7     |               |       | Atwi 72e |                       |  |

### Finale
| 23 janvier 2009 | Danemark League XI   | 2 – 2 a. p. | Thaïlande                | Stade Surakul, Phuket                        |                                              |
| 19:00 UTC+7     | Olsen 35e · Ilsø 90e |             | Suksomkit 66e (pen.) 81e | Spectateurs : 15 000 Arbitrage : Sura Sriart | Spectateurs : 15 000 Arbitrage : Sura Sriart |
| 19:00 UTC+7     | Tirs au but 5 - 3    |             |                          | Spectateurs : 15 000 Arbitrage : Sura Sriart | Spectateurs : 15 000 Arbitrage : Sura Sriart |

## Buteurs
2 buts
- Sutee Suksomkit

1 but
- Søren Rieks
- Danny Olsen
- Ken Ilsø
- Mahmoud El Ali
- Abbas Ahmed Atwi
- Teerasil Dangda
- Suchao Nutnum